# Kanako Nakayama
 (mai 2025).
Si vous disposez d'ouvrages ou d'articles de référence ou si vous connaissez des sites web de qualité traitant du thème abordé ici, merci de compléter l'article en donnant les références utiles à sa vérifiabilité et en les liant à la section « Notes et références ».
Kanako Nakayama (中山加奈子, Nakayama Kanako, née le 2 novembre 1964) est une chanteuse en solo et guitariste japonaise, ex-guitariste du groupe PRINCESS PRINCESS de 1983 à 1996. Elle débute parallèlement sa carrière en solo de chanteuse en 1995, et collabore en tant que musicienne avec de nombreux autres artistes.

## Discographie

### Singles
- 1er février 1995 : 史上最大の作戦
- 11 février 1998 : ヴィシャス・サークル
- 29 avril 1998 : プルメリアの咲く場所へ
- 28 juillet 1999 : 自爆装置

### Albums
- 8 mars 1995 : ナカヤマの一発。
- 18 mars 1998 : HOWLING

## Liens
- (ja) Site officiel